# حب وخيل وأشياء أخرى
حب وخيل وأشياء أخرى هو فيلم تلفزي مغربي من إخراج يوسف فاضل سنة 2011، وبطولة كل من سميرة هيشيكا، سهام الشراط، يونس الركاب، حميد نجاح، مصطفى هنيني، فتيحة فخفاخي، صلاح ديزان، وآخرون.

## القصة
يتناول الفيلم حكاية فتاة تدعى «سليمة» تمتهن البيع بالتجوال رفقة صديقتها «لكبيرة»، وفي الوقت نفسه تعيش سليمة قصة حب مع شاب اسمه «رشيد» يشتغل صيادا، يبدي لها رغبته في الزواج بها مشتغلا مشاعرها الفياضة نحوه.
تتشابك أحداث القصة فيتعرض والد سليمة إلى حادثة سير وهو يقود دراجة نارية، فيتلقى المساعدة والعلاج على يد امرأة تدعى «لالة فاطنة»، التي ستحمله إلى منزلها وتعتني به.
وتتوطد علاقة سليمة بلالة فاطنة الأرملة بدون أولاد والتي تواجه مشكلا مع أخ غير شقيق يسعى إلى انتزاع إرثها من زوجها المتوفي حديثا، وهو عبارة عن فيلا تقطنها منذ عشرين سنة.
وتقترح سليمة على لالة فاطنة مساعدتها في الحصول على ميراث زوجها كاملا، مقابل أن تمنحها سيارة الزوج الهالك، التي تريد أن تعطيها بدورها إلى رشيد ليتزوج بها.